# アルゼネ
アルゼネ（イタリア語: Arzene）は、イタリア共和国フリウリ＝ヴェネツィア・ジュリア州ポルデノーネ県にあった基礎自治体（コムーネ）。
かつては独立したコムーネであったが、2015年1月1日にヴァルヴァゾーネと合併してヴァルヴァゾーネ・アルゼネの一部となった。

## 地理

### 位置・広がり
ポルデノーネ県南東部に位置する。アルゼネの集落は、県都ポルデノーネの東北東約15km、ウーディネの西北西約35km、ヴェネツィアの北東約75km、州都トリエステの北西約82mに位置する。

#### 隣接コムーネ
コムーネとしてのアルゼネは、以下のコムーネと隣接していた。
- カザルサ・デッラ・デリーツィア
- サン・ジョルジョ・デッラ・リキンヴェルダ
- サン・マルティーノ・アル・タリアメント
- ヴァルヴァゾーネ
- ゾッポラ